# Anjira
Anjira es una ciudad censal situada en el distrito de Jajpur en el estado de Odisha (India). Su población es de 6561 habitantes (2011). Se encuentra a 71 km de Bhubaneswar y a 49 km de Cuttack.

## Demografía
Según el censo de 2011 la población de Anjira era de 6561 habitantes, de los cuales 3320 eran hombres y 3241 eran mujeres. Anjira tiene una tasa media de alfabetización del 76,21%, superior a la media estatal del 72,87: la alfabetización masculina es del 84,79%, y la alfabetización femenina del 67,35%.